# Нигриниан
Марк Аврелий Нигриниан (на латински: Nigrinian; Marcus Aurelius Nigrinianus; * ок. 283 г.; † 284/285 г.) е вероятно син на римския император Карин и съпругата му Магния Урбика.
Нигриниан е роден около 283 г. и веднага става престолонаследник на баща си. Не е изключено да е син на Аврелия Паулина, сестрата на Карин. На намерения надпис на една статуя пише, че е „само“ племенник на Карин – Divus Nigrinianus, nepos Cari, а не син на Карин – filius Carini. Умира още много малък през 284 г. (или началото на 285 г.) без да е получил титлата Цезар. След смъртта му е издигнат до Дивус и на монети е показван с лъчева корона.
Баща му е победен през юли 285 г. от Диоклециан в борбата за самостоятелна власт.